# 亞當斯嶺
71°0′S 162°23′E / 71.000°S 162.383°E
亞當斯嶺（英語：Adams Ridge）是南極洲的山嶺，位於維多利亞地的彭內爾海岸，屬於鮑爾斯山脈的一部分，長6公里，海拔高度800米，由新西蘭南極名稱諮詢委員會命名，現時由南極條約體系管理。